# Helmbindsel

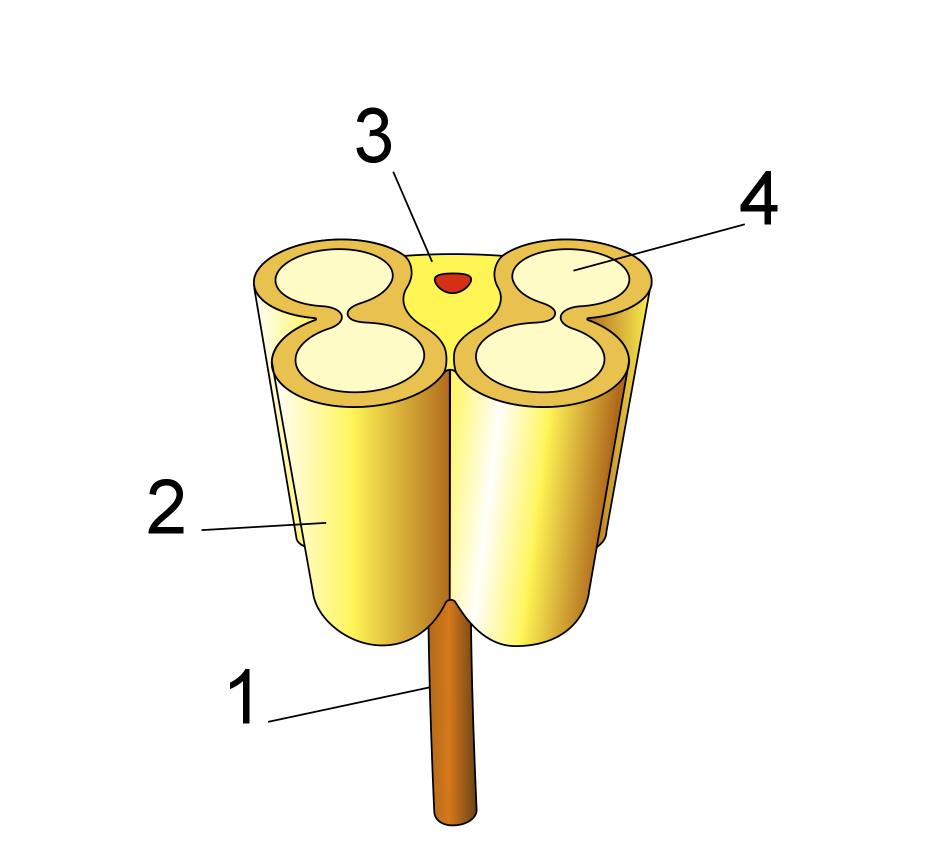
Meeldraad schematisch: 1=helmdraad, 2=helmhokje, 3=helmbindsel, 4=microspore moedercellen.

Het helmbindsel (connectivum) verbindt de beide helmhokjes van de helmknop van een meeldraad en is een voortzetting van de helmdraad. De verbinding tussen helmknop en helmdraad kan zijn vastgegroeid (adnate of dorsifixed) waarbij de helmdraad zonder scherpe grens overgaat in het helmbindsel. Het helmbindsel kan soms ook aan de top (apicaal) verlengd zijn of aanhangsels, zoals baarden bij de mattenbies, hebben.

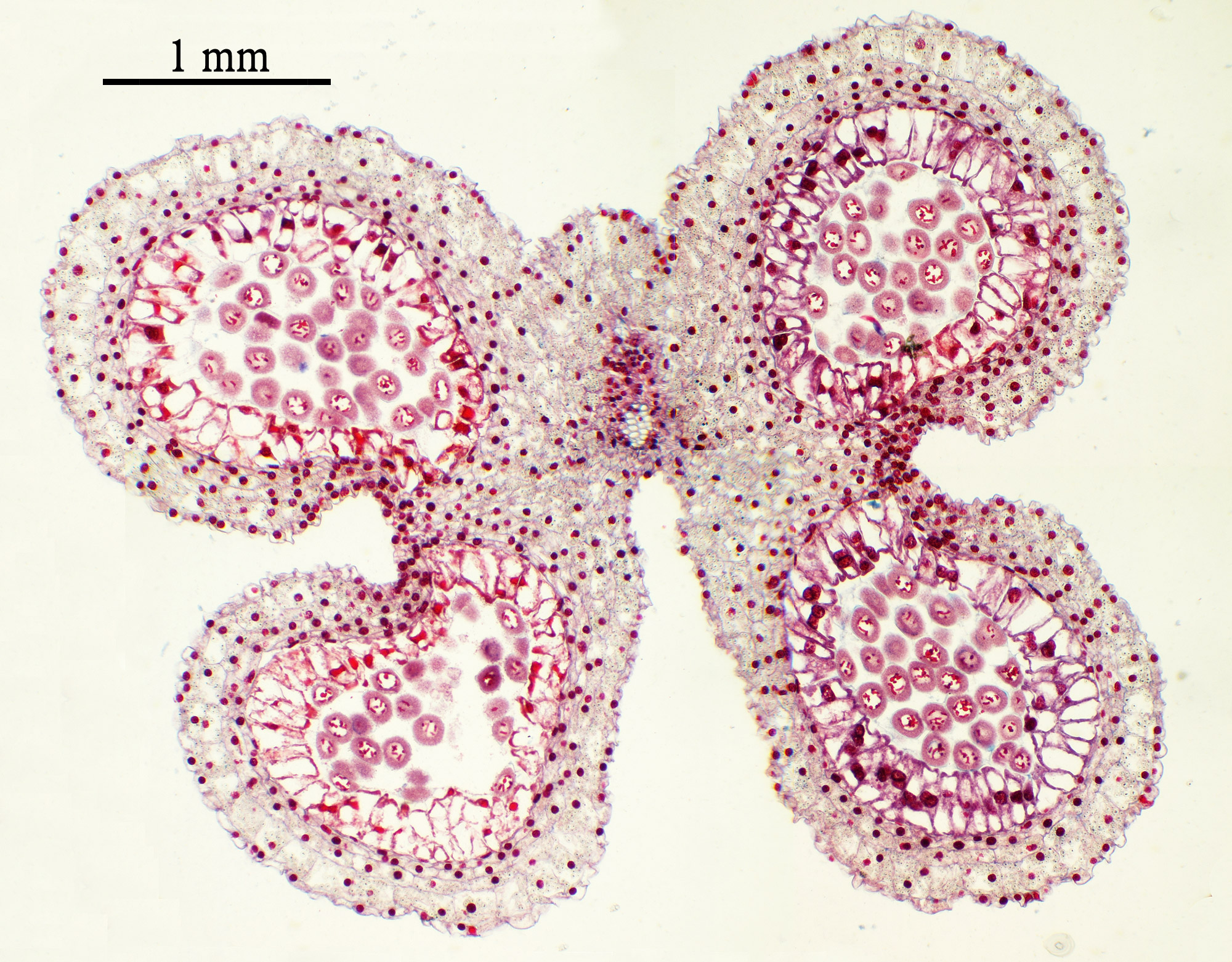
Dwarsdoorsnede helmknop van een lelie